# Касри-Арифан
Касри-Арифан (с тадж. Қасри Орифон — дворец мудрецов, также Касри-Хиндуван, с тадж. Қасри Ҳиндувон — индийский дворец) — одно из древних селений Узбекистана. Село находится в Каганском районе Бухарской области.
Деревня Касри-Хиндуван была переименована в Касри-Арифан в честь Бахауддина Накшбанда основателя ордена Накшбандия в 14 веке.
После Бухарской революции, произошедшей в сентябре 1920 года, в октябре того же года на территории Каганского района был основан город Бахоуддин, а на территорию этого города вошло село Касри-Арифан. 29 сентября 1926 года в результате введения районного деления в Узбекистане на месте города Бахауддина был образован Бахауддинский район, центром которого стала Новая Бухара . Позже название Бахауддинского района было изменено на Новобухарский, а в 1935 году название города Новая Бухара было изменено на Каган, таким образом, он стал Каганским районом.
В апреле 1928 года в Касри-Арифан была построена первая школа Каганского района.
В годы Великой Отечественной войны в здании нынешнего поселкового медпункта в Касри-Арифане был создан детский дом № 5. В 1941—1950 годах здесь воспитывались дети-сироты, переселенные из зон боевых действий. Когда количество детей уменьшилось, в 1950 году его дети были переведены в детский дом в Бухаре.
В 1944 году была организована первая центральная больница Каганского района как лечебное отделение на 10 коек в детском доме в поселке Касри-Арифан. В больнице было 13 фельдшеров, акушерский пункт, 1 санитарно-эпидемиологическая станция и «тропическая станция» по борьбе с малярией.
В 1970 году в селе Касри-Арифан был создан отдел культуры и спорта Каганского района, который действует до сих пор. В состав управления входят 2 центральных дома культуры, 2 фольклорных ансамбля (Ансамбль песни и танца «Гузаль», фольклорно-этнографический ансамбль «Касри Орифон») и ряд других сельских театров.
После распада Советского Союза и обретения Узбекистаном независимости в селе было проведено множество мероприятий, посвященных имени Бахауддина Накшбанда.
В селе находится коллекция Бахауддина Накшбанда, высокое медресе Мир-и-Араб и 30 охраняемых государством архитектурных памятников.
Архитектурные памятники на территории селения: могила Биби Арифа,  Ичкари-Хауз, Рарави-Дароз, Кабристан — все XIV в; королевская гробница Тамирлана (XIV—XV вв.), гробница и могила Бахауддина Накшбанда (XV в.); врата Боби-Салом, гробница Абдуллахана II и Шейбанидов, Мечеть Касри-Арифан и Хауз (XVI в.) и др.